# 新潟県道252号田代小国線
新潟県道252号田代小国線（にいがたけんどう252ごう たしろおぐにせん）は新潟県長岡市を起点に、同県柏崎市を経由し長岡市小国地域に至る一般県道である。

## 概要

### 路線データ
- 起点：新潟県長岡市
- 終点：新潟県長岡市小国町法坂字下川原（国道404号・新潟県道520号法坂姉木線交点）

## 通過する自治体
- 新潟県
  - 長岡市 - 柏崎市 - 長岡市

## 接続する道路
- 国道8号（長岡市大積千本町）
- 新潟県道72号柏崎越路線（長岡市大積高鳥町 - 柏崎市大字北条字清水尻で重複）
- 新潟県道433号東長鳥五十土線（柏崎市大字東長鳥地内で重複）（「新潟県道72号柏崎越路線」重複区間）
- 新潟県道11号柏崎小国線（西長鳥交差点）（「新潟県道72号柏崎越路線」重複区間）
- 新潟県道114号越後広田停車場線（柏崎市旧広田）（「新潟県道72号柏崎越路線」重複区間）
- 国道291号（柏崎市大字北条字清水尻（「北条郵便局」前） - 柏崎市大字北条で重複）
- 新潟県道171号塚山小国線（長岡市小国町横沢字下村 - 長岡市小国町横沢字上村で重複）
- 国道404号・新潟県道520号法坂姉木線（終点：法坂交差点）

## 周辺
- JR信越本線
  - 越後広田駅 - 北条駅
- 長岡市消防本部 長岡消防署 小国出張所
- 長岡市役所 小国支所
- 柏崎市立北条中学校
- 柏崎市立北条小学校
- 長岡市立渋海小学校
- JA柏崎 小国支店
- 越後広田郵便局
- 北条郵便局
- コメリハードアンドグリーン 刈羽小国店
- Aコープ柏崎 小国店
- 清水フードチェーン 小国店
- スポーツランド長岡（ジムカーナ・レーシングカート・ミニバイクレース用サーキット）
- 長岡市桝形山自然公園
- 渋海川

## その他
- 路線名の「田代」・「小国」は、起点・終点付近の旧自治体名および集落名（新潟県三島郡大積村大字田代、同県刈羽郡小国町）に由来する。
- ゼンリンデータコム提供の電子地図では、当県道の一部（長岡市小国町横沢字上村（県道171号交点）～終点）が「県道369号」として誤って記載されている（2011年（平成23年）12月19日現在）。